# 明治村 (大分県直入郡)
明治村（めいじむら）は、大分県直入郡にあった村。現在の竹田市の一部にあたる。

## 地理
- 河川：法崎川、折立川、濁淵川、井無田川[2]
- 山岳：三宅山、赤岩[2]

## 歴史
- 1889年（明治26年）4月1日、町村制の施行により、直入郡平田村、植木村が合併して村制施行し、明治村が発足[1][2]。旧村名を継承した平田、植木の2大字を編成[2]。
- 1942年（昭和17年）4月1日、直入郡竹田町、豊岡村、岡本村と合併し、竹田町が存続して廃止された[1][2]。

## 産業
- 農業

## 交通

### 県道
- 竹田長湯線[2]
- 竹田久住線[2]
- 竹田白丹線[2]